# 킬로파워

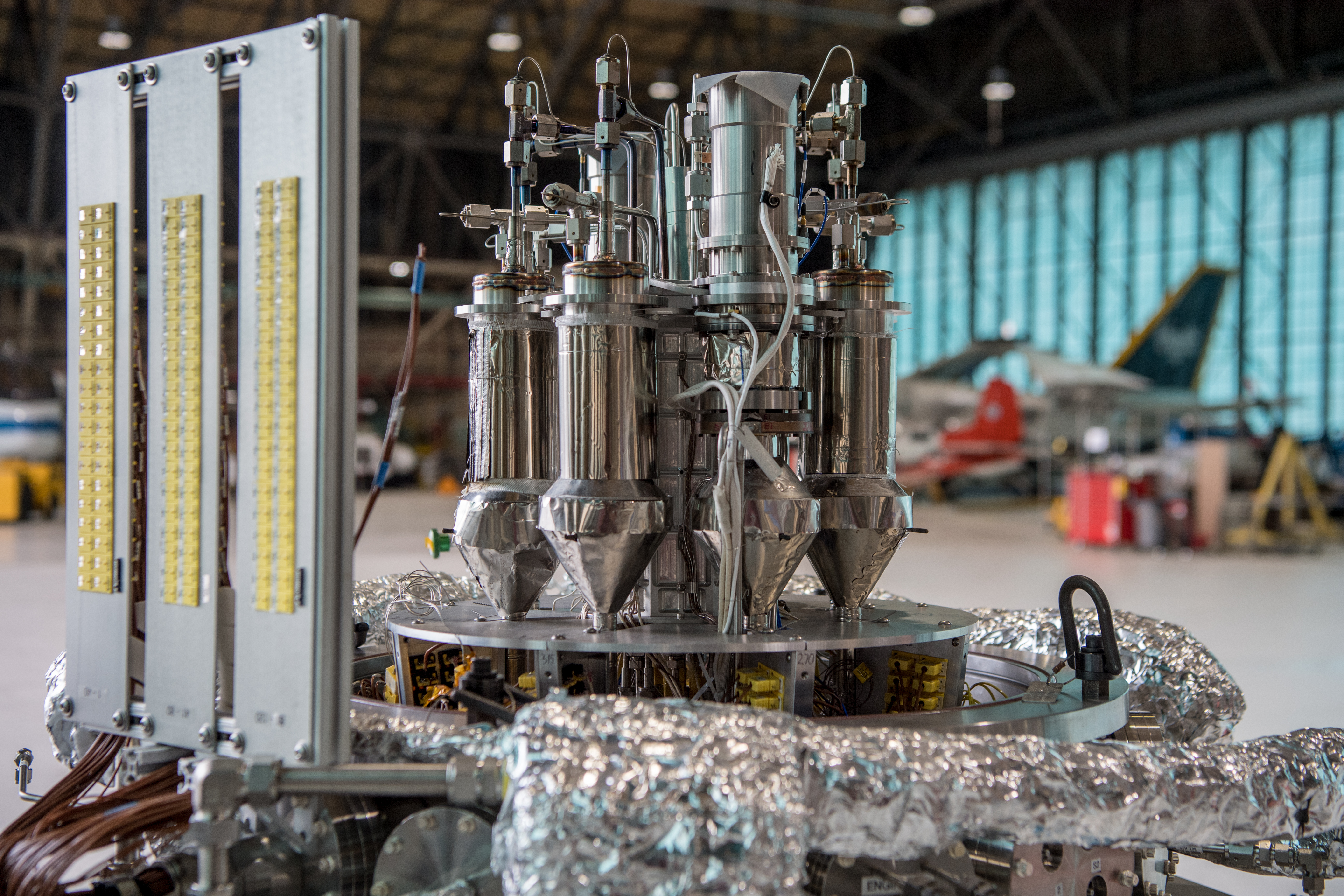
프로토타입 NASA 1kW 킬로파워 원자로

킬로파워(kilopower)는 미국 NASA가 개발한 초소형 원자로다.

## 역사
2018년 5월 미국 로스앨러모스 국립연구소(LANL)와 항공우주국(NASA)은 이미 우주용 초소형 원자로(킬로파워·Kilopower) 개발에 성공했다고 밝혔다. 10㎾ 전기를 생산하는 킬로파워의 경우 핵반응이 일어나는 '노심'이 지름 11㎝, 높이가 25㎝로 매우 작다. 하지만 연료를 한 번만 넣어도 10년간 계속 전기를 생산할 수 있다. 10㎾ 전기를 생산하는 킬로파워 4기를 설치하면 달에 있는 우주기지에서 6명의 우주인이 생활하면서 탐사 장비 충전·운용이 가능하다. NASA는 2028년 달에 초소형 원자로를 설치할 계획을 세우고 있다.
아직 킬로파워가 달에 도착하지는 않았지만, 킬로파워 프로젝트를 지상에서 구현하는 마지막 단계인 '크러스티' 시험은 이미 성공적으로 수행됐다. NASA에 따르면 2017년 11월부터 2018년 3월까지 네바다 안보국에서 5개월 동안 다양한 시험을 수행했고 800도의 고온에서도 작동하는 것을 확인했다.

## 잠수함
한국에서는 북한의 SLBM 개발 때문에 핵추진 잠수함에 대한 국민적 관심이 크다. 도산안창호급 잠수함은 전기출력 600 kW의 연료전지를 탑재해서, 매우 느린 속도로만 수중 운행이 가능한데, 수중 최고 속도인 20 노트(시속 37 km)를 내려면 2 MW의 전기출력이 필요하다. 따라서, 킬로파워의 경우 전기출력이 10 kW여서, 대략 비교가 가능하다.
그런데, 로스앨러모스 국립연구소(LANL)는 킬로파워 기술로 2 MW 전기출력의 메가파워 원자로의 개념도 개발했다. 메가파워는 트레일러로 이동이 가능하고, 전력이 필요한 지역에 도착한 뒤 3일(72시간) 만에 운영이 가능하다. 노심 수명은 12년에 달한다. 즉 12년 동안 연료를 교체할 필요가 없다는 소리다. 이 원자로 해체에 드는 시간은 7일이다.
즉, 예전에는 핵추진 잠수함을 개발하려면 소형 원자로 개발을 해야 했고, 잠수함 내부에 설치를 하네 복잡했는데, 미국에서는 트럭으로 운반 가능한 컨테이터 한 개 크기의 메가파워 원자로를 개발했다. 그냥, 잠수함에 컨테이너 하나를 끼워서 전선만 연결하면 핵추진 잠수함이 된다. 일본은 이미 이러한 초소형 원자로가 개발되어가는 기술발달의 추이를 예측하고서, 간단히 초소형 원자로를 끼우기만 하면 핵추진 잠수함이 되도록, 디젤 잠수함을 개발했다고도 한다.

## 같이 보기
- en:Aurora nuclear reactor
- 메가파워